# Тело без души
«Тело без души» (англ. Body Without Soul, чеш. Tělo bez duše) — документальный фильм режиссёра Виктора Гродецкого о юношах с улиц Праги, которые вынуждены заниматься проституцией.

## Содержание
Создатель документального фильма Виктор Гродецкий берёт интервью у парней в возрасте от 14 до 17 лет. Перед камерой они рассказывают о своей жизни и о том, как попали в бизнес гомосексуальной проституции. Молодые люди делятся своими мыслями и переживаниями, связанными с телом, душой, деньгами, их сексуальной ориентацией, СПИДом, своими мечтами, и рассуждениями о смерти. Центральное место в картине занимает история некоего Павла, следователя полиции и по совместительству режиссёра-постановщика гей-порно.

## Саундтрек
Саундтрек к фильму включает в себя следующие композиции:
1. «Адажио соль минор», Томазо Альбинони
2. «Симфония 5, Адажиетто», Густав Малер
3. «Маленькая симфония, си минор I. Adagio Molto», Антонио Вивальди
4. «Miserere Mei», Грегорио Аллегри
5. «Реквием», Вольфганг Амадей Моцарт
6. «Слёзы твоей матери»/«Your Mother’s Tears» (ритуальная музыка Индии)